# Marianne de la diversité
Marianne de la diversité est une association laïque, apolitique et républicaine fondée à la suite des émeutes des banlieues de l’automne 2005 par Fadila Mehal, en 2006. L'association a été créée dans le but « d’inscrire la diversité féminine comme un espoir pour renforcer la cohésion sociale et la société française », elle entend donner toute leur place dans la République, aux femmes soucieuses de s’engager et de transmettre leur savoir, leurs compétences, leurs histoires et la transmission de leur mémoire. 
Fadila Mehal, présidente de l'association jusqu'en 2014, dirige en 2015 la publication d'un ouvrage intitulé Marianne(s) - Les femmes et la diversité dans le République.
L'association est un mouvement national et déploie plusieurs antennes régionales.

## Objectifs
Les Marianne de la diversité ont pour objet la promotion de la diversité comme un enjeu démocratique, la prévention de toutes les formes de discriminations dont peuvent être victimes les jeunes filles, les femmes ou les mères en France et le dialogue interculturel et religieux. 
Le comité de parrainage est constitué de philosophes, d'intellectuels dont Edgar Morin, sociologue et de personnalités du monde des lettres et de la culture comme Yamina Benguigui.

## Activités
Les quatre antennes régionales sont sollicitées sur le terrain par les travailleurs sociaux, élus, associations, organismes publics à la recherche de solutions pragmatiques sur le terrain. L’objet de ces demandes de partenariat est multiple : diagnostics locaux, notamment dans les quartiers populaires, concernant la place du religieux dans l’espace public, des femmes dans les entreprises ou dans les partis politiques ou les violences physiques et psychologiques.

## Partenariats
Marianne de la diversité est partenaire de nombreuses associations ou coordinations : Association des maires de France, Coordination française pour le lobby européen des femmes (CLEF), Assises contre les préjugés de SOS-Racisme ou l'Union des étudiants juifs de France[réf. souhaitée].. 
L'exposition itinérante intitulée Les femmes et la diversité au cœur de la République dont Marianne de la diversité est partenaire propose une représentation de la contribution des femmes à l'héritage culturel national. Elle met en scène 11 femmes, dont Joséphine Baker, Françoise Giroud, Isabelle Adjani et Lily Laskine. 

## Colloques
L’association a organisé depuis 2006, des colloques sur la parité et le dialogue des cultures sur le plan national et s'engage pour la cause des femmes et de la diversité républicaine. 
- Colloque La parité et la diversité dans l’entreprise : une égalité (encore) sous condition à l'Assemblée nationale le 12 octobre 2009[8]
- Colloque La laïcité pour faire vivre la liberté et l'égalité des femmes au Palais Bourbon le 27 avril 2011[réf. souhaitée]
- Colloque "La parité et la diversité, c'est maintenant !" à l'Assemblée nationale le 19 novembre 2012[9]

## Publications
- Fadila Mehal et Mariannes de la diversité, Marianne(s) : les femmes et la diversité dans la République, 2015 (ISBN 978-2-7082-4309-5 et 2-7082-4309-8, OCLC 908014335, lire en ligne).